# Армени (Вранча)
Армени (рум. Armeni) насеље је у Румунији у округу Вранча у општини Слобозија-Чорашти. Oпштина се налази на надморској висини од 53 m.

## Становништво
Према подацима из 2002. године у насељу је живело 206 становника, од којих су сви румунске националности.